# Mullvad
A Mullvad (svéd: vakond) előfizetés-alapú virtuális magánhálózat-szolgáltató (VPN), melyet a göteborgi székhelyű Amagicom AB Mullvad VPN AB nevű leányvállalata üzemeltet. A vállalatnak Android, iOS, Linux, macOS és Windows platformokra van nyílt forráskódú natív alkalmazása, de több OpenVPN és WireGuard protokollt támogató eszközhöz nyújt automatizált konfigurációs fájlokat.
Ugyan a Mullvadot üzemeltető Amagicom AB székhelye a Fourteen Eyes-tag Svédországban található, azonban ennek ellenére az az egyik legadatvédelemtudatos virtuális magánhálózat-szolgáltató.

## Története
A Mullvadot üzemeltető Amagicom AB-ot Fredrik Strömberg és Daniel Berntsson alapította 2008-ban, Göteborgban. A szolgáltatás 2009. március 22-én indult, és kezdetben OpenVPN protokollt, illetve a szerverhitelesítéshez 2048 bites RSA tanúsítványokat, az aktuális munkamenet-kulcscseréhez SHA-1 hash függvényt és az adateredet-hitelesítéshez 128 bites Blowfish-CBC kulcsokat alkalmazott, valamint 50 gigabyte adatforgalmat biztosított. Az adatkorlátot 2010 februárjában megduplázták, majd májusban teljesen eltörölték. A Mullvad 2011 októberétől az elavult PPTP protokollt is támogatta az Android és az iOS mobil operációs rendszerek támogatása érdekében. A szolgáltatás 2014 szeptemberétől kezdve az IPv6-forgalmat is átirányítja a VPN-szervereken. 2015 februárjában az alapértelmezett adatfolyamtitkosítási módszer az AES-256-GCM lett, de az AES-256-CBC és az AES-256-BF-CBC is beállítható volt, míg a 128 bites Blowfish-CBC megmaradt failbacknek. 2016 novemberére a szolgáltatás összes szerverére SOCKS5 proxy lett telepítve. 2017 februárjában megszüntették az elavult PPTP protokoll támogatását. A Mullvad 2017 márciusában az egyik első virtuális magánhálózat-szolgáltató lett, amely támogatta a WireGuard protokollt. Azóta a szolgáltatás a WireGuard protokoll esetében az adatfolyam titkosításához  ChaCha20-at, az adateredet-hitelesítéshez Poly1305-öt, a munkamenet-kulcscseréhez Curve25519-et, míg az OpenVPN protokoll esetében a szerverhitelesítéshez 4096 bites RSA tanúsítványokat (SHA-512-vel), a munkamenet-kulcscseréhez 4096 bites Diffie–Hellman algoritmust, valamint a perfect forward secrecy biztosításához DHE-t használ.
A Mullvad szerverei szolgálják ki a Mozilla VPN  és a Malwarebytes Privacy fizetős ügyfeleit.

## Szerverek
A Mullvad 342 OpenVPN- (35 országban), 382 WireGuard- (32 országban), illetve 39 bridge-szervert üzemeltet. A cég egyetlen „virtuális“ szervert sem bérel, illetve a finn, a holland, a norvég és a svéd, valamint a frankfurti, a londoni, a párizsi és a zürichi szerverei a saját tulajdonában állnak. A vállalat Supermicro-szerverein nyílt forráskódú coreboot firmware fut.

## Adatvédelemtudatosság
Ugyan a Mullvadot üzemeltető Amagicom AB székhelye a Fourteen Eyes-tag Svédországban található, azonban ennek ellenére az az egyik legadatvédelemtudatos virtuális magánhálózat-szolgáltató. A Mullvad nem loggol olyan adatot, amit a felhasználói beazonosításához lehetne használni. A felhasználóinak semmilyen személyes adatot nem kell megadniuk a szolgáltatás használatához. Regisztráláskor egy tizenhét számjegyű számlaszámot osztanak ki a felhasználókra, és az előfizetési díj az anonimitást nem biztosító banki átutalás, online átutalás (a PayPal, a Stripe vagy a Swish rendszerén keresztül) mellett, teljes anonimitást biztosító bitcoin és bitcoin cash kriptovalutákkal vagy akár az Amagicom AB székhelyére eljuttatott névtelen levélben is kiegyenlíthető. Mindezek mellett a Mullvad weboldala .onion-címen is elérhető, és mindössze öt HTTP-sütit alkalmaz: egyet a felhasználók automatikus kiléptetésére, egyet a weboldal beállított nyelvének megjegyzésére, egyet az oldalon-keresztüli kéréshamisítás megelőzésére, illetve kettőt a Stripe-on keresztüli fizetéshez.

## Nyílt forráskódú szoftverek támogatása
A Mullvadot üzemeltető Amagicom AB anyagilag támogatta az OpenVPN protokoll biztonsági ellenőrzését, a WireGuard protokollt, a Qubes OS operációs rendszert, illetve a The Tor Project nonprofit szervezetet. A vállalat ezek mellett az OWASP és a Security Fest biztonsági konferenciák lebonyolítását is anyagilag támogatta.

## Fogadtatás
2018 szeptemberében az Assured AB és a Cure53 kiberbiztonsági cégek felülvizsgálták a Mullvad alkalmazásait. A „rendkívülien kevésnek“ tekinthető hét biztonsági sebezhetőségből a kritikusnak ítélt hibát még a tesztek alatt, illetve egy másik sebezhető kódrészletet még ugyanebben a hónapban kijavították. A Cure53 2020 májusában–júniusában ismét felülvizsgálta a vállalat alkalmazásait és ez alkalommal is hét biztonsági sebezhetőséget találtak, melyekből ötöt még a végleges elemzés összeállítása előtt kijavítottak.